# それでも、生きてゆく (EXILE ATSUSHI & 辻井伸行の曲)
『それでも、生きてゆく』は、EXILE ATSUSHIと辻井伸行によるコラボレーションシングル。2013年5月1日にrhythm zoneよりリリースされた。

## 概要
2011年3月の東日本大震災直後に行われた辻井のアメリカツアーアンコールにおいて即興演奏した楽曲にATSUSHIが歌詞を書き下ろした曲。
ミュージック・ビデオ監督は久保茂昭。

### 仕様
「CD」「CD+DVD」の2形態で発売。CD+DVDにはミュージックビデオを収録したDVD付き。

## 収録曲
CD
1. それでも、生きてゆく
作詞：EXILE ATSUSHI／作曲：辻井伸行[3]
2. ふるさと
作詞：高野辰之／作曲：岡野貞一／編曲：POCHI
2012年3月30日に配信リリースされた唱歌のカバー

DVD
1. それでも、生きてゆく (Video Clip)
2. ふるさと (Video Clip)